# بريا جرانت
بريا جرانت (بالإنجليزية: Brea Grant)‏ هي ممثلة أمريكية، ولدت في 16 أكتوبر 1981 في الولايات المتحدة.

## أعمال

### أفلام
- (2008) ماكس باين[5]
- (2009) هالووين 2[6]
- (2015) طبقة الصوت المثالية 2[7][8]

### مسلسلات
- لوس أنجلوس
- نيو أورليانز
- هيروز

## وصلات خارجية
- بريا جرانت على موقع IMDb (الإنجليزية)
- بريا جرانت على موقع ألو سيني (الفرنسية)
- بريا جرانت على موقع أول موفي (الإنجليزية)
- بريا جرانت على موقع قاعدة بيانات الفيلم (الإنجليزية)
- بريا جرانت على موقع كينوبويسك (الروسية)